# 莫菲特号驱逐舰 (DD-362)
莫菲特號驅逐艦（舷號DD-362）是一艘隸屬於美國海軍的驅逐艦，為波特級驅逐艦的七號艦。她以美國海軍航空先驅、在1933年意外身亡的威廉·阿杰·莫菲特為名。
莫菲特號於1934年1月2日開始建造，在1935年12月11日下水，1936年8月28日服役。此後莫菲特號一直在大西洋海域執勤，主要負責南大西洋、加勒比海和北大西洋的護航任務，直到二戰結束。戰後莫菲特號在1945年退役，在1947年除籍並出售拆解。
莫菲特號在二戰共獲得兩枚戰鬥之星。